# ブライス・スパルタンズAFC
ブライス・スパルタンズ・アソシエイション・フットボールクラブ（Blyth Spartans Association Football Club）は、イングランド、ノーサンバーランド、ブライスを本拠地とするサッカークラブチーム。2021-2022シーズンはナショナルリーグ・ノース（6部相当）に所属。

## タイトル

### 国内タイトル
- イーストノース・アンバーランドリーグ:3回

1903-1904, 1905-1906, 1906-1907
- ノーザン・アリエンスリーグ:2回

1908-1909, 1912-1913
- ノーザンリーグ:10回

1972-1973, 1974-1975, 1975-1976, 1979-1980, 1980-1981
1981-1982, 1982-1983, 1983-1984, 1986-1987, 1987-1988
- ユニポンド・プレミアディヴィジョン:1回

2005-2006
- ユニポンド・ファーストディヴィジョン:1回

1994-1995
- ノーザンリーグ・カップ:5回

1972-1973, 1977-1978, 1978-1979, 1984-1985, 1991-1992
- ユニポンド・ファーストディヴィジョン・カップ:1回

1994-1995

### 国際タイトル
- なし